# Экономическая политика фашизма
Экономическая политика фашизма — специфическая практика организации экономики фашистских государств. Изучается в рамках истории государства и права, экономических учений и народного хозяйства в связи с теоретическими концепциями, которые разрабатывались в политической экономии, и экономическими доктринами, которые проводились в жизнь в экономической политике соответствующих стран.

## К определению предмета
Предмет исследований, проводимых учёными разных стран под эгидой изучения основ и специфики функционирования экономики того или иного фашистского государства, может различаться в зависимости от того, что именно понимает под фашизмом тот или иной исследователь, и какие государства, по его личному мнению, относятся к фашистским. Единого мнения по вопросу определения фашизма нет. Ниже обобщаются взгляды учёных, использующих термин «фашизм», согласно его определению, как обобщающее наименование специфических крайне правых политических движений, их идеологии, а также возглавляемых ими политических режимов диктаторского типа. Применительно к экономической стороне вопроса многие учёные отмечают наличие в политической экономии фашизма элементов корпоративизма.
Учёные указывают, что корпоративизм — один из трёх ключевых компонентов фашизма, наряду с национализмом и тоталитарностью — сыграл роль важнейшей конструктивной опоры в экономической политике фашистских правительств Германии, Италии, Румынии, Испании и других государств. Как репрезентативная институциональная структура, корпоративизм помог снять обычные конфликты интересов между социальными группами, пропагандируя как пример «эпоху всеобщей взаимопомощи и взаимовыручки» из первобытного прошлого.
Д. Бейкер и ряд других учёных показали, что экономика (Бейкер говорит ещё и о политической экономии) фашизма — особый тип экономической системы, имеющей существенные отличия от экономических систем, развивающихся в рамках иных идеологий. Вместе с тем, С. Пейн (Payne, Stanley G.) и ещё несколько аналитиков, находя схожие черты между фашистской и другими формами регулируемой капиталистической экономики, не находят оснований для выделения фашистской в особую группу. Советское обществоведение в определении фашизма также подчёркивало общность между фашистской и другими разновидностями государственно-монополистической капиталистической экономики, что «фашизм у власти — террористическая диктатура самых реакционных сил монополистического капитала…», что среди важнейших отличительных черт, в том числе «широкое использование государственно-монополистических методов регулирования экономики…», причём «массовая база фашизма — по преимуществу средние слои капиталистического общества».

## Сущностные черты экономик фашистских государств
Понятие «государственно-монополистический капитализм» (ГМК) описывает примерно те же явления, что и «дирижизм» — политика активного вмешательства в управление экономикой со стороны государства. Автор «Экономической истории Европы XX века» (Кембридж, 2005), Тибор Беренд отметил в экономике нацистской Германии как раз эти черты: правительство оказывает сильное управляющее воздействие, эффективно контролируя производство и распределение ресурсов. При этом в целом, за исключением нескольких случаев национализации, экономика фашистских государств развивалась на основе частной собственности и частнопредпринимательской инициативы, однако всё это было подчинено задачам государства.
В части отношений между рабочими и предпринимателями фашизм руководствовался принципами социал-дарвинизма: помогать сильнейшим, выкорчёвывая слабейших. В экономической практике это означало, с одной стороны, защиту интересов успешных предпринимателей, а с другой — уничтожение профсоюзов и других организаций рабочего класса; «применение крайних форм насилия для подавления рабочего класса и всех трудящихся». Как писал в 1936 году Г. Сальвемини, говоря об ответственности налогоплательщиков за частнокапиталистические предприятия, государство тем самым покрывает за просчёты капиталистов: «прибыль — дело частное и индивидуальное; убыток — дело общественное и социальное»; см. «Приватизация доходов и социализация потерь». Фашистские правительства одобряли погоню за частнопредпринимательской прибылью и давали значительные поблажки крупным корпорациям, требуя взамен, чтобы вся их экономическая деятельность служила государственным интересам.
Существенным элементом экономической доктрины фашистских партий была вера в то, что экономические страдания эксплуатируемых классов уйдут в прошлое, как только нация завершит своё культурное и духовное возрождение; официальный гимн НСДАП «Хорст Вессель» обещал: «рабству осталось жить недолго» (нем. Die Knechtschaft dauert nur mehr kurze Zeit). Однако поскольку вопросы уничтожения эксплуатации издавна ставились в Германии, в том числе, и германскими социал-демократами, на уровне рядовых членов НСДАП не было единства взглядов по этому вопросу, и часто их мнения по поводу экономической политики, которую они бы поддерживали, были диаметрально противоположными.
Приходя к власти, фашисты приспосабливали свою экономическую доктрину к политической конъюнктуре. В истории режимов, просуществовавших длительное время (например в Италии при Муссолини), отмечаются регулярные, порой значительные пересмотры экономического курса. По мнению С. Пейна, с одной стороны, фашисты защищали частную собственность как «врождённую в понятия свободы и непосредственности индивидуальной личности», а с другой — в той или иной степени ограничивали развитие полномасштабного во всех отношениях капитализма.
В 1919 году на митинге на площади Сан Сеполькро в Милане Бенито Муссолини заявил:

Мы хотим быть аристократами и демократами, консерваторами и либералами, реакционерами и революционерами, легалистами и антилегалистами — в зависимости от обстоятельств времени, места и обстановки.Оригинальный текст (итал.)Noi ci permettiamo di essere aristocratici e democratici, conservatori e progressisti, reazionari e rivoluzionari, legalisti e illegalisti a seconda delle circostanze di tempo, di luogo e di ambiente
Впоследствии идеологи фашизма выступили и против пролетарского интернационализма, и против либерального капитализма, заявив, что их взгляды представляют собой некий третий путь (итал. terza via), реальную альтернативу одновременно и капитализму свободной конкуренции (laissez-faire), и плановой социалистической экономике (в их терминологии — коммунизму). Фашисты выступали за корпоративизм и за классовое сотрудничество, полагая — в отличие от социалистов — что существование неравенства и разделение общества на классы — это благо. «Итальянская энциклопедия» в 1932 году писала в статье «Доктрина фашизма»: «Фашизм закрепляет неизбежное, продуктивное и благотворное неравенство людей». В отличие от сторонников либерализма, фашисты приветствовали участие государства в урегулировании межклассовых противоречий.
Внешнеэкономическая политика фашистских государств исходила из необходимости достижения независимости от внешних рынков и иностранного капитала. Обеспечивая строгий контроль за импортом, перемещением финансов между страной и заграницей, в ряде случаев государство прибегало и к прямому запрету тех или иных внешнеторговых операций. Однако к автаркии эта экономическая система не стремилась, так как этот термин подразумевает полную замкнутость воспроизводственных процессов, исключая не только импорт, но и экспорт, в то время как от экспорта как источника валюты Италия не отказывалась.
Одной из важнейших сущностных характеристик экономики фашистских государств была чрезвычайно высокая степень их милитаризации — удельного веса военных статей в бюджете и совокупного продукта, идущего на военные нужды.

## Политико-экономические доктрины фашистской Италии
Свой «Союз революционного действия» («Fasci d’azione rivoluzionaria») Муссолини создал ещё в 1915 году, имея за плечами почти 15-летний политический опыт, накопленный в рядах итальянских социалистов. Редактор изданий «Классовая борьба» с 1910 и «Avanti!» с 1912 года, Муссолини, с одной стороны, знал и анализировал настроения в обществе, а с другой, как журналист и политик, их формировал. Наиболее многочисленными и деятельными в Италии были профсоюзы, проводившие одну за другой забастовки в защиту прав трудящихся. В целом активность рабочего класса Италии была высока, и по итогам выборов итальянские социалисты набирали популярность.
Всё это приводило к встречному нарастанию обеспокоенности крупного капитала и среднего класса, чьи опасения грядущей революции усилились после победы Октябрьской революции в России и последовавшими за этим революциями в Германии (1918), Венгрии (1919), Баварии и так далее. Тем временем в марте 1919 года Муссолини реорганизовал своих сторонников в Итальянские группы борьбы, (итал. Fasci italiani di combattimento) (в 1921 году они влились в Национальную фашистскую партию). Обозначив в программе требования против монархии, сената и финансовой олигарции, Муссолини привлёк симпатии мелкой буржуазии. На протяжении 1919—1921 годов его партия окончательно становится в оппозицию социал-демократическому рабочему движению, включаясь в карательные акции против рабочих организаций. Символической демонстрацией был поджог фашистами редакции «Avanti!», которую ещё недавно возглавлял сам Муссолини.
Ещё с 1919 года Муссолини как депутат сената устанавливает контакты с представителями влиятельных экономических и политических кругов. Видя, что традиционные правые партии неспособны справиться с ситуацией, они подсказали королю Виктору-Эммануилу III выбор в лице Муссолини, как личности, способной проводить твёрдую линию и обеспечить порядок. И когда король в 1922 году этот выбор сделал, назначенный им премьер-министром Бенито Муссолини заверил своих рекомендателей, что новое (фашистское) «правительство обеспечит полную свободу частному предпринимательству и откажется от вмешательства в частный сектор».
Действительно, на протяжении первых четырёх лет (1922—1925), при министре финансов Альберто де Стефани курс соответствовал принципам невмешательства государства в экономику (laissez-faire). Поощрялась свободная конкуренция; де Стефани сократил налоги, ослабил законодательный контроль и торговые ограничения, сократил бюджетные расходы и сбалансировал бюджет. Были приватизированы некоторые государственные монополии (например, телефонные сети). Действие некоторых прежних законов, введённых социалистами (например, о налоге на наследство), было приостановлено. В этот период благосостояние выросло, и к середине 1920-х годов производство превзошло предвоенный уровень. Правда, всё это сопровождалось инфляцией. В этот период экономическая политика фашистской партии в основном следовала курсом классического либерализма, с добавлением элементов большего стимулирования отечественного производства по сравнению с внешней торговлей, а также балансирования бюджета. В своей речи, произнесённой в мае 1924 года, Муссолини ещё заявлял о поддержке прав трудящихся на забастовки.
По мере укрепления фашистского правительства идеи либерализма вытеснялись прецедентами государственного вмешательства в экономику, свободная торговля — протекционизмом, а цели экономического роста формулировались на языке увещеваний и военно-командной терминологии. Под давлением «капитанов итальянской индустрии», требовавших для отечественных производителей защиты от внешней конкуренции и субсидий на внутреннем рынке, в 1925 году де Стефани ушёл в отставку. В 1926 году Муссолини выступил со страстной речью, требуя от финансистов остановить инфляцию и стабилизировать курс лиры. Он также ввёл официальный запрет на какие-либо забастовочные действия. При следующих министрах финансов, в 1927—1929 годах, Италия проводила дефляционную политику.
В годы мирового экономического кризиса 1929-33 годов Италия пострадала, так же как и другие страны с рыночной экономикой. Число безработных выросло с 300 787 человек в 1929 году до 1 018 953 в 1933 году. В попытках остановить кризис правительство национализировало крупные банки, в активах которых находились ценные бумаги крупных промышленных предприятий. Были также эмитированы новые ценные бумаги (прежде всего, государственные облигации) с тем, чтобы предоставить кредитные ресурсы банкам и приступить к оказанию финансовой помощи картелям (в Италии они назывались «консорциумы», итал. consorzi), которые создали в стране «капитаны индустрии» после 1922 года. Этим организациям правительство обещало поддержку при условии жесткой ценовой политики, диктуемой государством. Не в Германии, а именно в Италии силами бывших безработных, привлечённых на работу по госзаказу, уже в 1924 году была построена первая в мире автострада (с нем. — «автобан») Милан—Варесе.
В Италии был создан ряд смешанных по форме собственности предприятий, которые назывались итал. istituti или enti nazionali («институты» или «национальные предприятия»), целью которых было совместное управление крупными предприятиями. В этих институтах представители государства и частного сектора совместно находили компромиссные решения по определению экономического курса этих предприятий, их политики цен и заработной платы. По мнению правительства, эта задача была успешно решена, так как стране удалось пережить кризис, не покушаясь на частную собственность. В 1934 году министр сельского хозяйства Италии заявил: «В то время, как повсюду в мире частная собственность несёт тяжёлое бремя кризиса и страдает от его ударов, в Италии благодаря действиям фашистского правительства частная собственность не только сохранена, но даже и окрепла».
Совместная деятельность государства и крупных промышленников по управлению частными предприятиями вскоре вышла за пределы экономики в сферу политики, и тем самым родилась известная модель государственно-монополистического регулирования экономики, известная под именем корпоративизма. По окончании мирового кризиса, после 1934 года в Италии (как и других странах — см. О. Шпанн) стали распространяться теории универсализма, составной частью которых была идея автаркии, как хотя бы временного способа избежать негативного влияния мирового рынка на национальную экономику. Многим казалось, что если бы не зависимость от внешних рынков, мирового кризиса можно было бы избежать. С этого времени во внешней торговле Италии начинают вводиться тарифные и нетарифные барьеры, и в 1935 году Муссолини торжественно объявил, что уже три четверти промышленного производства страны зависит не от внешнего рынка, а только от правительства.
Государство стало оказывать значительную финансовую поддержку крупнейшим предприятиям и банкам. Одним из первых такую помощь в размере 400 млн. лир получил металлургический трест Gio. Ansaldo & C.. Во время кризиса дефляции (после 1926 года) господдержку получали такие банки, как Банк Рима, Banco di Napoli и Banco di Sicilia. Для спасения крупных убыточных компаний в 1933 году Муссолини создал IRI — Институт реконструкции промышленности. К 1939 году через систему государственных корпораций IRI контролировал 20 % объёма промышленного производства Италии (в том числе 75 % выплавки чугуна и 90 % в судостроении), две трети средств телефонной связи, четверть электромоторов и около 1/6 другой техники.
Правительство Муссолини взяло на вооружение кейнсианскую модель расширения бюджетных расходов на общественные нужды с целью стимулирования спроса населения. В период между 1929 и 1934 годами объём этих расходов увеличился в три раза. По своей величине эти расходы стали крупнейшей статьёй бюджетных затрат, превышая даже расходы на военные нужды.
Убеждение в правильности курса на самообеспеченность как основу экономической безопасности страны окрепло после того, как в 1935 году Лига наций ввела санкции против Италии в связи с началом итало-эфиопской войны. Санкции не возымели ожидавшегося эффекта, так как Италия уже была готова к «автаркии». Более того, Муссолини даже «усугубил» эти санкции, введя строгий запрет на импорт многих потребительских товаров. Итальянцы поддержали кампанию поддержки отечественных производителей под лозунгом «Отдайте предпочтение итальянским товарам» (итал. Preferite il Prodotto Italiano). В мае 1935 года правительство призвало граждан сдать все имевшиеся у них ценные бумаги других государств в Банк Италии. И хотя 15 июля 1936 года экономические санкции против Италии были сняты, курс страны на экономическое самообеспечение продолжился.
Корпоративистская модель в сочетании с кейнсианскими методами регулирования спроса действовала в Италии на протяжении всех 1930-х годов. К 1939 году доля государственных предприятий в экономике была в Италии наивысшей в мире по сравнению с другими странами с рыночной экономикой. Однако затем внешнеполитические амбиции фашистов привели к расширению военной активности за пределами страны. 17 июля 1936 года началась гражданская война в Испании, в которой Муссолини встал на сторону Франко против левых сил и стал снабжать его оружием и войсками.
Подписание 27 сентября 1940 года Тройственного пакта, включившее Италию в число стран Оси, повлекло за собой рост военных расходов. Необходимость перестроить организацию управления экономикой страны на военный лад повлекла необратимые нарушения в корпоративистской модели: теперь правительству приходилось заставлять промышленников финансировать то, что они воспринимали как бедствие. Но экономика функционировала; её коллапс наступил лишь после высадки в Италии англо-американских сил, повлекшей за собой разрушение политической, а следом и экономической инфраструктуры. Ещё до конца Второй мировой войны экономика Италии была разрушена, и в 1944 году доход на душу населения упал до уровня начала XX века.

## Политико-экономические доктрины Третьего рейха
Ссылаясь на ряд высказываний самого Гитлера и документы НСДАП, иногда полагают, что в Германии при Гитлере экономическими доктринами пренебрегали. Действительно, на заре немецкого фашизма, в 1922 году Гитлер написал: «мировая история учит нас, что ни один человек ещё не стал великим благодаря экономике, но зато очень многие из-за неё пострадали», и сделал вывод, что «экономика — это нечто малозначительное». Рассуждая, что Гитлер и его соратники сильно идеализировали историю, делая упор на «небольшую группу людей, вооружённых высшими идеалами» как её творцов, Г. Тёрнер полагает, что они игнорировали все экономические проблемы, якобы из-за того, что они были для них «слишком материальны». В подтверждение американский учёный цитирует Гитлера, обвинявшего всех своих предшественников вплоть до Бисмарка за то, что они «подчинили нацию материализму», делая упор более на мирном экономическом развитии, нежели на военной экспансии. Отсюда Тёрнер делает вывод, что ясно определённой экономической программы у немецкого фашизма не было. Однако до 1933 года целесообразно говорить не об экономических доктринах немецкого фашизма, а лишь о программных заявлениях, рассчитанных на политическую конъюнктуру и не проверенных временем — в отличие от Италии, где Муссолини, находясь у власти ещё с 1922 года, неоднократно менял не только набор лозунгов, но и реальный экономический курс.
Воззвания «Программы „25 пунктов“»: против нетрудовых и лёгких доходов (п.11), за конфискацию результатов личного обогащения в войну (п.12) и национализацию трестов и акционерных обществ (п.13), за участие рабочих в прибылях крупных коммерческих предприятий (п.14), достойное пенсионное обеспечения (п.15), за земельную реформу и безвозмездную конфискацию земель для общественных нужд и т. п. были обращены лишь к избирателям 1920 года, когда эту программу составили. В 1924 году её соавтор, Готфрид Федер, разработал новый проект программы, в 39 пунктов, где что-то было усилено, что-то заменено, и многое добавлено. Но после 1925 года Гитлер прекратил обсуждать программу партии, отговариваясь, что она «неколебима». Он никогда не выносил её на общественное обсуждение, не ссылался на её положения, а в «Mein Kampf» лишь вскользь упомянул её: «т. н. программа Движения».
До прихода к власти сопоставления, которые Гитлер делал со взглядами своих главных противников на германской политической арене — социал-демократов и коммунистов — также зависели от конъюнктуры. На Первомай 1927 года фюрер заявил: «мы — социалисты, мы — враги экономической системы капитализма». Но после этого Гитлер систематически отчуждался от отождествления с марксистами: «мы ничего не имеем общего с марксистским социализмом», «марксизм против частной собственности, а настоящий [национал-]социализм — нет» и пр. Ещё позже он восклицал: «Социализм? Уже само слово неудачно… Что такое на самом деле социализм? Если у человека есть что-то на еду и что-то на удовольствия — это и есть социализм».
Примечательны и его рассуждения о причинах «провала» социал-демократии. «Национал-социализм — вот чем мог бы стать марксизм, если бы отбросил все бредовые идеи о демократии… Зачем социализировать банки и заводы? Мы социализируем человеческие души». 24 марта 1942 года в частной беседе Гитлер сказал, что он «абсолютно настаивает на защите частной собственности» и за поощрение частнопредпринимательской инициативы. В другой беседе он высказался за то, чтобы у государства были полномочия регулировать использование частной собственности на благо народа. И, наконец, однажды он изрёк, что «Главная черта нашей экономической теории состоит в том, что у нас никакой теории нет». Эту фразу Г.-И. Браун всерьёз трактует так: «Гитлер ясно верил, что недостаток точной экономической программы был одной из предпосылок силы нацистской партии».
Рассуждения о социал-дарвинизме как одной из основ политических взглядов Гитлера, о естественном отборе как ведущей силе развития общества человеческих индивидов, о беспощадной борьбе между странами и расами, в которой должно победить сильное централизованное государство, которым руководят сверхчеловеки и т. п. — всё это, сосредотачиваясь на индивидуальных чертах Гитлера, уводит разговор в сторону от вопроса: на каких концептуальных основах экономика Германии на протяжении 12 лет обеспечивала такой потенциал, справиться с которым оказалось возможным лишь коллективными усилиями всех крупнейших государств мира, невзирая на их идейно-политические разногласия.
1933-1939 годы
Став в 1933 году рейхсканцлером, Гитлер уже 17 марта вернул на должность президента Рейхсбанка Яльмара Шахта — на тот момент главного представителя американской финансовой корпорации Дж. П. Моргана. Одновременно с этим предшественник Шахта в Рейхсбанке (1930-33) и бывший канцлер (1925-26) Ганс Лютер (в 1924 представлял Германию при обсуждении плана Дауэса) был направлен послом в США.
Бывшая партийная принадлежность обоих (Шахт некогда был членом НДП, Лютер — ННДП) не имела решающего значения ни для экономического курса страны, ни для организации внешних денежных потоков для обеспечения экономики Германии денежными ресурсами. От последствий мирового экономического кризиса и Лютер, и, на первых порах, Шахт защищали экономику Германии методами, которые впоследствии назвали кейнсианскими. М. Калецкий и др. обозначали эту разновидность термином «военное кейнсианство».
Государство пошло на широкомасштабные затраты на стройки общественного значения, которые покрывались за счёт дефицитного финансирования из бюджета. Так, например, были постоены сотни километров знаменитых немецких автобанов. Первый автобан Кёльн-Бонн, построенный силами бывших безработных, был открыт ещё до Гитлера, 6 августа 1932 года. Но после 1933 года, когда автодорожное строительство возглавил Ф. Тодт, его организация довела протяжённость автобанов со 108 км в 1935 до 3736 км в 1940 году. Безработица, достигавшая в начале 1933 года 30 %, стала резко падать.
Проведение этой политики было бы невозможным без жёсткого контроля за двумя составляющими инфляции — ростом цен по инициативе капиталистов и ростом зарплаты по требованию профсоюзов. Фашисты запретили профсоюзы и забастовки, одновременно обеспечив строгий контроль за ценами. В июне 1933 года была запущена «Программа Рейнгардта», названная по имени статс-секретаря министерства финансов Фрица Рейнгардта (не путать с «Операцией Рейнхард»). Это был обширный инфраструктурный проект, где косвенные поощрительные меры (сокращение налогов) использовались для стимулирования прямых капиталовложений в общественно-значимые проекты — не только автобаны, но и железнодорожные и водные пути сообщения. Побочным его результатом стал рост спроса населения на автомобили.
Все эти меры позволили избежать инфляции. Предпосылки этого экономисты видят, отчасти, во введении фидуциарных (фиатных) средств обращения. Их выпускало казначейство без необходимого золотого покрытия из резервов Рейхсбанка.
Вскоре Я. Шахту были предоставлены ещё более широкие полномочия, и в августе 1934 года он возглавил министерство экономики. За программой Рейнгардта последовал ряд других похожих инициатив. С 666 тысяч в 1933 году число строительных рабочих возросло к 1936 году до 2 миллионов.. В 1936 году доля военных расходов в ВНП Германии составляла 10 % — выше, чем в любой другой стране Европы. Но этот показатель продолжал расти и впоследствии. Часть военных расходов составляли стратегические закупки государством продовольствия и промтоваров.
1936 год оказался для немецкой экономики критичным: цены на сырьё (основной объём импорта) стали расти, а на готовые изделия (основной объём экспорта) падать. Дефицит торгового баланса казался неизбежным, вследствие чего Гитлер, следом за Муссолини, взял курс на самообеспечение народного хозяйства.. Однако Германия сильнее, нежели Италия, зависела от импорта сырья, и потому задача достижения полной автаркии здесь не ставилась. Вместо этого, в числе торговых партнёров была выделена группа государств, на которые Германия сделала политическую ставку. Помимо Италии это были: Болгария, Венгрия, Румыния, Греция, Югославия. С ними торговля поощрялась (к 1938 году более половины их экспорта шло в Германию), одновременно свёртываясь с теми, кто не вошёл в преференциальный список — за исключением Англии и США, объём и состав товарооборота с которыми министерство экономики регулировало, ориентируясь на ранее налаженную систему связей, в которой доминировали интересы крупнейших немецких корпораций. Дифференцированная внешнеторговая политика помогла Германии укрепить и своё политическое влияние в южной Европе и на Балканах.
В особую зону внимания Шахт выделил оборот с США — страной, на чьи экономические интересы, под влиянием Дауэса и Юнга, была ориентирована система выплаты репараций, и интересы чьих банков на посту посла тщательно оберегал в 1933-38 году Ганс Лютер — предшественник Шахта в Рейхсбанке и Гитлера — на посту рейхсканцлера. Акции дочерней компании «ИГ Фарбениндустри» котировались в США всю войну, и американцы получали по ним доходы. Шахт разработал механизм «тонкой подстройки» платёжного баланса с США, назначив для расчётов с ними ряд уполномоченных банков — в частности, Дж. П. Морган. Эти банки вели частные и корпоративные счета в долларах немцев и германских компаний. Американским экспортёрам в Германию при этом выдавались бумаги (англ. scrips), представлявшие разрешение на встречную закупку в Германии товаров на означенную сумму. Из этих же сумм американцам, путешествовавшим по фашистской Германии, выдавались дорожные чеки.
Организационно не только внешняя торговля Германии, но и внутренний оборот были завязаны, в основном, на картели, монополии и олигополии, чьи интересы государство защищало.

Монополистическое фиксирование цен стало правилом для большинства отраслей; картели образовывались не только в тяжёлой промышленности и других широко развитых отраслях… Картели и квази-картели, большие и малые, устанавливали цены, квоты производства и фиксировали раздел рынков, извлекая монопольную прибыль.— Arthur Schweitzer. Big Business in the Third Reich.
Здесь в новую силу заработала унаследованная ещё со времён военно-закупочного комитета Первой мировой войны структура, которую ещё в 1919 году немецкие милитаристы заботливо воссоздали под названием «Имперский союз германской промышленности». 19 июня 1933 года он был объединён, вместе с Федерацией ассоциаций работодателей, в состав единого Имперского управления немецкой промышленностью, где доминировали крупнейшие представители военно-промышленного комплекса (ВПК) Германии.
В отличие от коммунистов, Гитлер не боролся с частнособственническими интересами, а их поощрял. Однако наибольшую выгоду от этого стал получать не «средний класс», на чьих голосах Гитлер пришёл к власти, а крупнейшие капиталисты, к которым вскоре добавился и ряд высокопоставленных генералов. Соответствующий треугольник экономической власти (партийные бонзы — большой бизнес — генералы), по мнению Швейцера, сформировался уже к 1938 году. Идеи социализма для среднего класса, считает автор, были отброшены, коллективные договоры и профсоюзы поставлены под запрет. Интересы монополий, получавших от государства преимущественную поддержку по сравнению с мелкими предпринимателями, и извлекавших сверхприбыли, всё более срастались с интересами фашистского правительства. Отмечается, что идеи огосударствления в это время в Германии были менее популярны, чем на Западе.
С началом захвата сопредельных территорий и переходом к ведению прямых военных действий Германия немедленно включала ресурсы захваченных стран в свой экономический оборот. При этом (см. План Бакке, «План голода») для собственного выживания этим территориям часто оставлялось ниже прожиточного минимума. Ещё до войны в системе принудительного труда были созданы трудовые лагеря, куда направлялись «нежелательные элементы» (нем. unzuverlässige Elemente): гомосексуалисты, бродяги и пр. Принудительный труд практиковался и в пенитенциарной системе, куда при фашистах, помимо уголовных преступников, стали в массовом порядке поступать коммунисты, евреи и некоторые инакомыслящие.
К 1944 году от 1/5 до 1/4 всей рабочей силы в Германии были иностранцами, включая гражданских лиц и военнопленных. Сотни тысяч евреев, славян и представителей других народов составляли ресурс практически бесплатной, рабской рабочей силы на заводах Тиссена, Круппа, IG Farben; не была исключением и Fordwerke — дочерняя фирма Ford Motor Company. Фактически не было ни одного более-менее крупного промышленного или сельскохозяйственного предприятия, где не применялся бы рабский труд военнопленных или интернированных лиц. В случае успеха операции «Морской лев» этот контингент должны были пополнить и граждане Великобритании.
Аннексированные, захваченные территории, а также страны, где фашисты насадили марионеточные режимы, продавали Германии сырьё и сельскохозяйственную продукцию по минимальным ценам. В этом плане цель борьбы за жизненное пространство на Востоке (нем. Lebensraum im Osten), выдвинутая Гитлером ещё в «Майн кампф», давала немецкой экономике ощутимые результаты, даже несмотря на партизанское движение в СССР. На западе Европы сокращение потребностей экономик подвластных стран также использовалось в пользу Германии; так, около 2/3 вагонного парка Франции на захваченной немцами территории использовалось для перевозки грузов в Германию.
Таким образом, в первые годы активных военных действий население Германии не ощутило этого на своём жизненном уровне. В отличие от большинства стран, Германия практически не увеличила уровень налогов, и если в 1941 году в Великобритании подоходный налог достигал 23,7 %, то в Германии — только 13,7 %. Однако после 1942 года доля военных расходов стала расти, и по мере потерь ранее оккупированных территорий в СССР Германия была вынуждена проводить реструктуризацию своих производственных мощностей. Гражданское производство свёртывалось; где возможно, организовывалось производство товаров для армии, и на этих предприятиях вводилась военная администрация.

## Политико-экономические доктрины франкистской Испании
В отличие от Италии и Германии, в Первой мировой войне Испания соблюдала нейтралитет. С начала XX века страна попала в зависимость от английского и французского капитала. На их долю в 1915 году приходилось, соответственно, 54 % и 34,5 % прямых иностранных вложений. Но по окончании войны промышленность Испании лишилась выгодной конъюнктуры на мировом рынке, а иностранные инвесторы переключились на более выгодные объекты. Как результат, сокращение производства в ряде отраслей и внешнеторговый дефицит привели к инфляции и росту безработицы. Не был решён и земельный вопрос, в связи с чем известную силу имел класс помещиков-латифундистов, а сельское хозяйство было отсталым.
Отличалась Испания и по типу социалистических идей, доминировавших в начале XX века в широких массах: в отличие от социал-демократии в Западной и Восточной Европе, здесь преобладал анархо-синдикализм. Рабочий класс страны был слаб и малочислен; главный рупор его интересов — Национальная Конфедерация труда — образовался лишь в 1911 году, охватывая при этом поначалу не всю страну, а лишь Каталонию. Ещё позже оформился в Испании и левый фланг социалистического движения: первая компартия (ИКП) здесь образовалась только в 1920 году, и к моменту выхода из подполья в 1931 году КПИ насчитывала всего 800 человек.
Вместе с тем, ещё в 1919 году правительство графа Романонеса приняло в Испании декреты о 8-часовом рабочем дне, о страховании по старости и о пособиях по безработице, упредив этим появление соответствующих требований в программах оппозиции. К 1921 году процесс разработки земельной, а также других демократических реформ, продолжавшийся в кортесах, стал встречать сопротивление латифундистов, потребовавших создать правительство «твёрдой руки». 8 марта 1921 года трое каталонских анархистов застрелили председателя Совета Министров Э. Дато. Демократические процессы были прерваны; предпринятая через несколько месяцев авантюра в Марокко обернулась разгромом испанской армии при Анвале, за которой последовал мощный общественный протест, поддержанный всеми партиями антимонархической оппозиции. Путч 13 сентября 1923 года генерала М. Примо де Ривера был, словами Д. Рэтклифа, лишь «попыткой остановить часы политической истории Испании».